# Ditiola
Ditiola Fr. (łzawniczka) – rodzaj grzybów z rodziny łzawnikowatych (Dacrymycetaceae).

## Systematyka i nazewnictwo
Pozycja w klasyfikacji według Index Fungorum: Dacrymycetaceae, Dacrymycetales, Incertae sedis, Dacrymycetes, Agaricomycotina, Basidiomycota, Fungi.
Takson utworzył Elias Fries w 1822 r. Synonim naukowy: Dacryopsis Massee.
Polską nazwę  nadał Władysław Wojewoda w 1999 r. W polskim piśmiennictwie mykologicznym należące do tego rodzaju gatunki opisywane były także jako misecznica.
Gatunki występujące w Polsce:
- Ditiola peziziformis (Lév.) D.A. Reid 1974 – łzawniczka kustrzebkowata
- Ditiola radicata (Alb. & Schwein.) Fr. 1822 – łzawniczka korzeniasta

Nazwy naukowe na podstawie Index Fungorum. Wykaz gatunków i nazwy polskie według W. Wojewody.